# Noel Redding
David Noel Redding (25 de dezembro de 1945 – 11 de maio de 2003) foi um músico de rock inglês, mais conhecido como baixista do The Jimi Hendrix Experience e guitarrista/vocalista do Fat Mattress.
Após sua saída do Experience em 1969 e a dissolução do Fat Mattress em 1970, Redding formou o grupo de curta duração Road nos Estados Unidos, que lançou o álbum autointitulado Road antes de se mudar para Clonakilty, Irlanda, em 1972. Lá ele formou a Noel Redding Band com o ex-guitarrista do  Thin Lizzy, Eric Bell, com quem lançou dois álbuns. Embora na década de 1980 Redding já tivesse se afastado do mundo da música, mais tarde ele se apresentaria em sua nova cidade natal com sua esposa Carol Appleby.
Ele foi introduzido no Hall da Fama do Rock and Roll em 1992 como membro do The Jimi Hendrix Experience.

## Biografia
Redding nasceu no Royal Victoria Hospital em Folkestone, Kent, filho de Margaret (nascida em Bromley) e Horace Albert Redding. Ele cresceu em Cliff Road, Seabrook, onde sua mãe administrava uma casa de hóspedes, com sua avó sueca, seu irmão Anthony e sua irmã Vicki. Ele frequentou a escola primária St Leonards em Hythe e a Harvey Grammar School em Folkestone. Aos nove anos tocou violino na escola, depois bandolim e violão. Suas primeiras aparições públicas foram no Hythe Youth Club e em sua escola.
Aos 17 anos, Redding tornou-se músico profissional e percorreu clubes na Escócia e na Alemanha com Neil Landon and The Burnettes (formado no final de 1962) e o Loving Kind (formado em novembro de 1965). Além disso, os Lonely Ones se reuniram em setembro de 1964, e Redding permaneceu com eles um ano antes de partir.

### The Jimi Hendrix Experience
Após sua chegada à Inglaterra em setembro de 1966, Jimi Hendrix e seu produtor/empresário Chas Chandler começaram a encontrar músicos de apoio. Embora Redding tivesse tocado guitarra até aquele ponto, ele mudou para o baixo e se tornou o segundo membro do Jimi Hendrix Experience, seguido logo pelo baterista Mitch Mitchell, para formar um power trio. Com o grupo, gravou três álbuns marcantes: Are You Experienced, Axis: Bold as Love, e Electric Ladyland. Redding também escreveu e cantou duas canções, "Little Miss Strange" e "She's So Fine". Seu estilo de tocar se distinguiu pelo uso de uma palheta, um som "agudo" de gama média e, nos anos posteriores, pelo uso de efeitos de fuzz e distorção por meio de amplificadores Sunn com overdrive. Para a linha de baixo de "Red House", Redding foi gravado tocando em um violão normal de seis cordas.
Em 1969, Hendrix tocava e gravava com vários músicos diferentes. Sem consultar Redding, Hendrix anunciou que pretendia expandir o grupo. Redding respondeu abandonando o Experience durante a turnê americana em 29 de junho de 1969 e retornou à Inglaterra. No entanto, quando as tentativas de Hendrix de formar um novo grupo não tiveram sucesso, seu empresário, Michael Jeffery, tentou reunir o Experience no início de 1970. Os três foram entrevistados pela revista Rolling Stone para anunciar a reforma, mas no final das contas Redding foi preterido em favor do baixista Billy Cox, que havia tocado com Hendrix em Woodstock e no álbum Band of Gypsys com Buddy Miles.

### Fat Mattress
Em 1968, Redding formou o grupo Fat Mattress com outro músico de Kent, Neil Landon. A banda também incluiu Jim Leverton no baixo e teclado e Eric Dillon na bateria. Redding tocava guitarra e voz, e uma parte fundamental do som do Fat Mattress eram as harmonias vocais entre ele, Landon e Leverton. A banda inicialmente fez uma turnê de divulgação do Jimi Hendrix Experience, exigindo que Redding tocasse dois sets completos por noite. Ele deixou o Fat Mattress depois de apenas um álbum com eles, embora algumas de suas composições aparecessem no segundo álbum.

## Anos posteriores
Redding logo passou para outros projetos. Enquanto morava em Los Angeles, ele formou Road, um trio na mesma veia do hard rock psicodélico do Experience, com Rod Richards (ex- Rare Earth) na guitarra e Les Sampson na bateria, e Redding voltando para baixo. Eles lançaram um álbum, Road (1972), com os três membros se revezando nos vocais principais.
Redding mudou-se para a Irlanda em 1972. Ele formou a Noel Redding Band com Eric Bell (do Thin Lizzy), Dave Clarke, Les Sampson e Robbie Walsh. Apesar do nome da banda, Redding compartilhou as composições e os vocais principais igualmente com Clarke. Eles lançaram dois álbuns pela RCA, três turnês pela Holanda, duas turnês pela Inglaterra, uma turnê pela Irlanda e uma turnê de 10 semanas nos EUA. A banda foi dissolvida após uma disputa com sua empresa de gestão. Faixas gravadas para um terceiro álbum inédito foram posteriormente lançadas como The Missing Album pela Mouse Records.
Em seu livro Are You Experienced?, em coautoria com sua esposa Carol Appleby, ele falou abertamente sobre sua decepção por ter sido cortado dos lucros da venda contínua das gravações de Hendrix. Ele cedeu seus royalties em 1974 e, em 1980, vendeu o baixo que usou com o Experience para um colecionador. Redding recebeu US$ 100.000 como pagamento único depois de ter sido informado de que não haveria mais lançamentos de material de Jimi Hendrix Experience. Isso foi antes do advento dos CDs e DVDs.
Em 1990, Redding e Appleby se envolveram em um acidente de carro voltando para casa depois de um show em Glounthaune. Appleby teve morte cerebral devido ao acidente, com Redding afirmando mais tarde que "ela estava na terapia intensiva com suporte de vida e depois de quatro dias tive que tomar a terrível decisão de desligar a máquina". Eles estavam juntos há dezessete anos e, apenas dois dias antes do acidente, Appleby terminou de ajudar Redding a co-escrever sua autobiografia.
Em 1997, a Fender produziu o baixo Noel Redding Signature Jazz em uma edição limitada assinada de 1000 exemplares. Estreado no NAMM Show em janeiro de 1997, o baixo foi baseado no baixo Jazz de 1965 que Redding usou ao longo de seu tempo com o Experience. Redding localizou a pessoa para quem ele vendeu o baixo alguns anos antes, que concordou em permitir que a Fender o inspecionasse. Redding afirmando que "Fender pegou dele o baixo original, copiou-o e me enviou um protótipo, e era exatamente igual ao meu baixo original; eles fizeram um trabalho brilhante".
Depois de conhecer o músico e compositor de São Francisco Keith Dion em Londres durante a entrega do English Heritage Blue Plaque Award em 1997, Redding realizou várias turnês pelos Estados Unidos com a banda de Dion "3:05 AM". As gravações dessas turnês foram lançadas no Reino Unido e na Europa "West Cork Tuning" e "Stone Free". O vídeo dessas turnês foi exibido em maio de 2014 durante o agora anual Noel Redding Tribute Festival, realizado em Clonakilty todos os anos. Também foi recebido feedback positivo do Ministro da Cultura irlandês e do chefe do Irish Film Board.
Em 2002, um álbum ao vivo Live From Bunkr · Prague foi lançado. Predominantemente composto por material Experience, o show foi gravado em 1995 na República Tcheca com o guitarrista e cantor Anthony Krizan dos Spin Doctors, o guitarrista rítmico Ivan Kral do Patti Smith Group e o baterista Frankie LaRocka. A banda ensaiou por apenas 45 minutos antes de se apresentar. Václav Havel, o então presidente da República Tcheca assistiu da lateral do palco.
A última apresentação de Redding foi em Clonakilty no pub De Barras, onde ele realizou residência nas noites de sexta-feira por quase 20 anos, tocando com alguns dos músicos locais que apareceram em seu último álbum Obrigado, boa noite e boa sorte, incluindo Steve Pawsey, Jeff Ward, Jim O'Neil, Eric Bell e Les Sampson.

## Morte
Redding foi encontrado morto em sua casa em Clonakilty em 11 de maio de 2003, três semanas após a morte de sua mãe. Uma autópsia foi realizada em 13 de maio no Cork University Hospital em Wilton, Cork. O relatório concluiu que Redding morreu de "hemorragia de choque devido a varizes esofágicas em reação à cirrose hepática". Ele tinha 57 anos e deixou um irmão, uma irmã e um filho, Nicolas Noel Redding, de sua ex-esposa, Susanne, nascida na Dinamarca.

## Legado
Na vila de Ardfield, a população local erigiu uma placa em memória de Redding. Sua então parceira, Deborah McNaughton, nascida nos Estados Unidos, retornou aos Estados Unidos, onde morreu de câncer de mama nove meses após a morte de Redding.
Três meses antes de sua morte, Redding ameaçou processar a Experience Hendrix, LLC, a empresa que administra o catálogo Hendrix, por £ 3,26 milhões em lucros perdidos. O espólio rejeitou sua reivindicação e lançou uma compilação póstuma intitulada The Experience Sessions em 2004. Junto com versões inéditas das faixas do álbum Experience escritas por Redding "She's So Fine" e "Little Miss Strange", o álbum continha canções inéditas gravadas por The Jimi Hendrix Experience que Redding havia escrito enquanto estava com a banda. A maioria das faixas são outtakes dos álbuns Axis: Bold As Love e Electric Ladyland, e apresentam Redding na guitarra e Hendrix no baixo. Também apresentava uma versão ao vivo de "Red House" de Hendrix com Redding na guitarra base. Notavelmente, o álbum traz a música "Dream", mas omite a outra música "Dance" escrita por Redding, que foi gravada durante a mesma sessão em que Hendrix participou no baixo. Escrita por Redding para o baterista Mitch Mitchell cantar, Hendrix mais tarde pegaria o riff de guitarra de Redding e o usaria em sua própria música "Ezy Rider", que foi lançada pela primeira vez no álbum póstumo The Cry of Love.
Uma praça na cidade natal de Redding, Folkestone, foi renomeada como "Noel's Yard" como um memorial, descrito como sendo "um 'Teatro em uma Praça' público que promove o comércio, as artes, o entretenimento, bem como o melhor da vida costeira britânica dentro de um comunidade criativa vibrante e segura".
Em 2013, foi organizada uma exposição de arte para marcar o 10º aniversário da morte de Redding. Foi inaugurado por seu irmão Anthony.

## Discografia
The Loving Kind
- "Accidental Love"/"Nothing Can Change This Love" (Piccadilly 7N 35299) 1966.
- "I Love The Things You Do"/"Treat Me Nice" (Piccadilly 7N 35318) 1966.
- "Ain't That Peculiar"/"With Rhyme And Reason" (Piccadilly 7N 35342) 1966.

The Jimi Hendrix Experience
Para uma lista mais completa das gravações de Redding com Hendrix, consulte a discografia de Jimi Hendrix e a discografia póstuma de Jimi Hendrix.
- Are You Experienced (1967) Polydor
- Axis: Bold as Love (1967) Track
- Electric Ladyland (1968) Track

Fat Mattress
- Fat Mattress (1969) Polydor
- Fat Mattress II (1970) Polydor
- Naturally"/"Iridescent Butterfly (Polydor 56352) 1969
- Magic Lanterns"/"Bright New Way (Polydor 56367) 1970
- Highway"/"Black Sheep Of The Family (Polydor 2058 053) 1970

Road
- Road (1972)

Randy California
- Kapt. Kopter and the (Fabulous) Twirly Birds (1972; Aparece sob pseudônimo em três músicas)

Noel Redding Band (The Clonakilty Cowboys)
- Clonakilty Cowboys (1975) RCA
- Blowin (1976) RCA
- Roller Coaster Kids/Snowstorm (RCA 2662)
- Take It Easy/Back On The Road Again (RCA PB 9026)

Lord Sutch and Heavy Friends
- Lord Sutch and Heavy Friends (1970) Atlantic

British Invasion All-Stars
- British Invasion All-Stars (2001)

305 AM and Keith Dion
- West Cork Tuning (2001)
- West Coast Experience (2002)
- Stone Free (2003)
- On Tour with 305 AM (2003)
- West Cork Tuning Deluxe Edition (2003)

Noel Redding and Friends
- Live From Bunkr · Prague (2002)[29][30]
- Thank You, Goodnight and Gud' Luck (2009)

Yardbirds Experience
- Family Tree: Birds of a Feather (2006)